# Carin Jennings-Gabarra
Carin Leslie Jennings-Gabarra (sinh ngày 9 tháng 1 năm 1965), tên trước khi kết hôn là Carin Jennings, là một cựu tiền đạo bóng đá nữ Mỹ. Cô có 117 lần khoác áo đội tuyển bóng đá nữ quốc gia Hoa Kỳ từ 1987 tới 1996 và được nhận giải Quả bóng vàng tại Giải vô địch bóng đá nữ thế giới 1991. Vào năm 2000, cô được ghi danh vào National Soccer Hall of Fame. Cô hiện là huấn luyện viên bóng đá tại Học viện Hải quân Hoa Kỳ.

## Sự nghiệp

### Câu lạc bộ
Jennings-Gabarra chơi cho The Los Angeles Blues (nay là Southern California Blues) và sau đó là Southern California Ajax ở Manhattan Beach, California. Vào năm 1992 và 1993, Ajax giành chức vô địch USASA National Amateur Cup. Lưu trữ ngày 7 tháng 2 năm 2009 tại Wayback Machine
Jennings và hậu vệ Joy Biefeld-Fawcett là thành viên của câu lạc bộ bóng đá nữ Ajax cuối thập niên 1980, đầu thập niên 1990 và thường xuyên thi đấu tại Columbia Park ở Torrance, California. Vào năm 1991, Ajax giành chức vô địch bóng đá nữ nghiệp dư Hoa Kỳ.
Vào năm 1993, Los Angeles United của Continental Indoor Soccer League giành được Jennings trong cuộc tuyển quân.

### Quốc tế
Jennings-Gabarra trở nên nổi tiếng nhờ thành tích cùng đội tuyển bóng đá nữ quốc gia Hoa Kỳ. Trong 10 năm thi đấu cô có 117 trận ra sân và ghi 53 bàn.
Trong thập niên 1990, Jennings-Gabarra cùng với April Heinrichs và Michelle Akers tạo nên nhóm "Triple-Edged Sword" của đội tuyển Hoa Kỳ tại Giải vô địch bóng đá nữ thế giới 1991. Akers ghi 10 bàn tại World Cup và nhận giải Chiếc giày vàng, trong khi Jennings-Gabarra có sáu bàn. Lưu trữ ngày 5 tháng 9 năm 2008 tại Wayback Machine Cô nhận giải Quả bóng vàng cho cầu thủ xuất sắc nhất giải.
Tại Giải vô địch bóng đá nữ thế giới 1995 Hoa Kỳ để thua Na Uy ở bán kết. Gabarra và đồng đội giành huy chương đồng sau chiến thắng 2–0 trước Trung Quốc ở trận tranh hạng ba. Cô sau đó giành huy chương vàng Olympic 1996. Sau giải đấu này cô chính thức giã từ sự nghiệp.

## Sự nghiệp huấn luyện
Gabarra bắt đầu huấn luyện sau khi tốt nghiệp UCSB năm 1987. Cô dẫn dắt đội nữ của Westmont College ở Santa Barbara, California. Mùa sau đó cô chuyển tới Harvard làm trợ lý huấn luyện viên. Năm 1993, Học viện Hải quân Hoa Kỳ ở Annapolis Maryland tuyển Gabarra vào vị trí huấn luyện viên đội bóng đá nữ.

## Đời tư
Vào năm 1992, Gabarra cô kết hôn với cầu thủ bóng đá nam Jim Gabarra. Họ có hai con gái và một con trai. Gabarra là thành viên Hội đồng tư vấn vận động viên bóng đá Hoa Kỳ (U.S. Soccer Athlete Advisory Council), Hội đồng tư vấn vận động viên Ủy ban Olympic Hoa Kỳ và Hội đồng Thể chất Maryland.